# Stadttheater Grünberg
Im ehemaligen Stadttheater Grünberg in Zielona Góra ist heute das Lebusser Theater (polnisch Lubuski Teatr w Zielonej Górze) untergebracht. Koordinaten: 51° 56′ 25,6″ N, 15° 30′ 25,7″ O

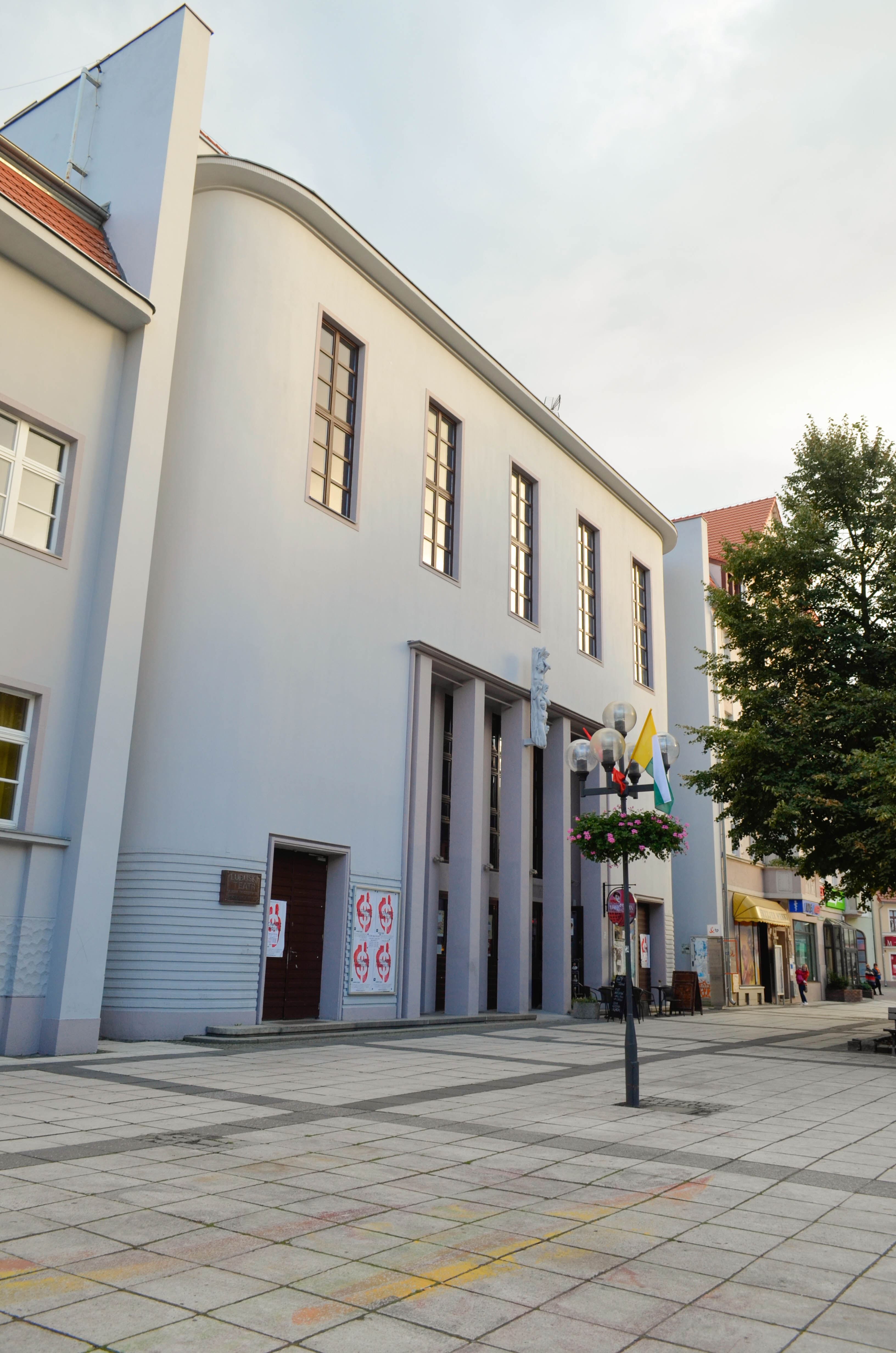
Stadttheater Grünberg von 1931

## Theatergeschichte
Im Gegensatz zum gut organisierten Grünberger Vereinswesen kann von einer Theatergeschichte erst gegen Ende des 19. Jahrhunderts gesprochen werden. In den Bühnenjahrbüchern der 1880er- und 1890er-Jahre sind wechselnde Theatervorstellungen reisender Gesellschaften vermerkt. Ab 1919 gab es einen festen Theaterspielort im Parkhotel.
Nach jahrelangen Bemühungen in den 1920er Jahren gelang es Oberbürgermeister Busse in Zusammenarbeit mit der lokalen Sektion des Volksbühnenvereines, staatliche Mittel für ein kommunales Zentrum zu erhalten, das auch ein „Sprech- und Tonfilmtheater“ umfassen sollte. Der Bau wurde 1929–1931 am Niedertorplatz zwischen Ring und Bahnhofsstraße errichtet.
Das Theater wurde am 1. April 1931 vormittags mit der Ouvertüre „Die Weihe des neuen Theaters“ von Beethoven und dem Vorspiel auf dem Theater aus Goethes „Faust“ und nachmittags mit Schillers Don Carlos eröffnet.

## Bauwerk
Der Bau  füllte auf engstem Raum eine vorherige Baulücke und ist einer der wenigen deutschen Theaterbauten im Art déco. Die schmale und niedrige Front ist karg gestaltet. Die Wandfläche ist glatt verputzt. Nur der untere Bereich ist durch Streifenfugen sockelartig über der dreistufigen Freitreppe abgeteilt.
Markant ist der aus Werksteinprofilen gebildete überlang proportionierte Rahmen, in den zwischen profilierten Trennwänden vier Glastüren eingesetzt sind. Zur Betonung der Mittelachse ist dem mittleren Portalpfeiler im oberen Bereich eine Bauplastik vorgelagert. Zu beiden Seiten des Hauptportals befinden sich zwei rahmenlos in die Wand eingelassene nur halb so hohe Ausgänge.
Der Zuschauerraum ist mit einem freitragenden Rang, holzverkleideter Brüstung und dunkel abgesetztem Bühnenportal eine Variante der Berliner Theaterräume von Kaufmann, etwa dem Künstlertheater von 1913 oder dem Theater am Kurfürstendamm. Die Umfassungsmauern des Zuschauerraums sind mit abstrakten Ornamenten bemalt.